# Santa Sabina (título cardinalício)
Santa Sabina (em latim, Sancta Sabinae) é um título cardinalício instituído em cerca de 423 pelo Papa Celestino I, ou muito simplesmente, foi apenas confirmado, já que Santa Sabina morreu em 119. O Titolus Sabinae foi enumerado no sínodo romano de 1 de março de 499. Depois de 595, passou a ser chamado de Beata ou Santa Sabina. O título de Santa Sabina não deve ser confundido com a Sé suburbicária de Sabina-Poggio Mirteto.
A igreja titular deste titulus é a Basílica de Santa Sabina.

## Titulares protetores
- Pietro Illirico (425-?)
- Valente (494-?)
- Basilio (523-?)
- Felice (590-antes de 612)
- Marino (612-?)
- Marino (731-antes de 741)
- Tordono (ou Tordonus) (741-antes de 745)
- Teofilo (745-757)
- Teofilo (757-761)
- Pietro Guglielmo (761-?)
- Eugenio Savelli (816-824) Eleito Papa Eugênio II
- Gioviniano (853-?)
- Stefano (964-?)
- Martino (1033-antes de 1058)
- Bruno (ou Bennon, ou Brunone) (1058-antes de 1088)
- Alberico (1088-circa 1092)
- Bruno (1092-circa 1099)
- Alberto (1099-1100)
- Vitale (1105-antes de 1112)
- Uberto (ou Roberto) (1112-circa 1117)
- Roberto (1120-1122)
- Gregorio (1126-circa 1137)
- Stanzio (ou Stancius, o Sanctius) (1137-1143)
- Manfredo (ou Mainfray) (1143-circa 1158)
- Galdino Valvassi della Sala (ou Galdinus, ou Galdimus) (1165-1176)
- Pietro (1176-1178)
- Guillaume aux Blanches Mains (1179-1202) 
  - Raoul de Neuville (1202-1221)
  - Siegfried von Eppstein (1206-1208)
- Tomás de Cápua (1216-1243)
- Hughes de Saint-Cher (ou de San Caro), O.P. (1244-1263)
- Hughes Seguin (ou Aycelin) de Billom, O.P. (1288-1294), In commendam (1294 -1297)
- Niccolò Boccasini, O.P. (1298-1300) Eleito Papa Bento XI
- William Marsfeld (ou Macklefield, ou Macclesfield), O.P. (1303-1304)
- Walter Winterbourne (ou Winterburn), O.P. (1304-1305)
- Thomas Jorz (ou Joyce, ou Anglus, ou Anglicus), O.P. (1305-1310)
- Nicolas Caignet de Fréauville, O.P., administrador (1310-1323)
- Gérard Domar (ou de Daumario, ou de Guardia), O.P. (1342-1343)
- Jean de la Molineyrie (ou de Monlins, ou du Moulin), O.P. (1350-1353)
- Francesco Thebaldeschi (1368-1378)
- Giovanni de Amelia (ou Amadeo) (1378-1385)
- Tommaso Clausse, O.P. (1382-1390), pseudocardeal do antipapa Clemente VII
- Bálint Alsáni (1385-1408)
- Giuliano Cesarini (circa 1440-1444[3])
- Giovanni de Primis, O.S.B.  (1446-1449)
- Guillaume-Hugues d'Estaing (1449-1455)
- Enea Silvio Piccolomini (1456-1458) Eleito Papa Pio II
- Berardo Eroli (1460-1474)
- Ausiàs Despuig, (ou Ausias de Podio, ou Despuig, ou del Puch) (1477-1483)
- Giovanni d'Aragona (1483-1485)
- Vacante (1485-1493)
- Jean Bilhères de Lagraulas, O.S.B. (1493-1499)
- Diego Hurtado de Mendoza y Quiñones (1500-1502)
- Francisco Lloris y de Borja (1503-1505)
- Fazio Giovanni Santori (1505-1510)
- René de Prie (1511)
- Bandinello Sauli (1511-1516)
- Giovanni Piccolomini (1517-1521)
- Vacante (1521-1533)
- Louis de Bourbon de Vendôme (1533-1550)
- Otto Truchsess von Waldburg (1550-1561)
- Michele Ghislieri, O.P. (1561-1565) Eleito Papa Pio V
- Simone de Nigro Pasqua (1565)
- Stanisław Hozjusz (1565)
- Benedetto Lomellini (1565-1579)
- Vincenzo Giustiniani, O.P. (1579-1582)
- Filippo Spinola (1584-1593)
- Ottavio Bandini (1596-1615)
- Giulio Savelli (1616-1636)
- Alessandro Bichi (1637-1657)
- Scipione Pannocchieschi d'Elci (1658-1670)
- Luis Manuel Fernández de Portocarrero (1670-1698)
- Francesco del Giudice (1700-1717)
- Michael Friedrich Althan (1720-1734)
- Vacante (1734-1738)
- Rainiero D'Elci (1738-1747); in commendam (1747-1761)
- Vacante (1761-1775)
- Leonardo Antonelli (1775-1794)
- Giulio Maria della Somaglia (1795-1801)
- Vacante (1801-1818)
- Johann Casimir Häffelin (1818-1822)
- Luigi Pandolfi (1823-1824)
- Vacante (1824-1829)
- Gustav Maximilian von Croÿ (1829-1844)
- Sisto Riario Sforza (1846-1877)
- Vincenzo Moretti (1877-1881)
- Edward MacCabe (1882-1885)
- Serafino Vannutelli (1887-1889)
- Agostino Bausa (1889-1899)
- François-Désiré Mathieu (1899-1908)
- Léon-Adolphe Amette (1911-1920)
- Francisco Vidal y Barraquer (1921-1942)
- Vacante (1942-1946)
- Ernesto Ruffini (1946-1967)
- Gabriel-Marie Garrone (1967-1994)
- Jozef Tomko (1996-2022)